# Мельничське повстання
Мельничське повстання, Мельникська пригода , (також відома в болгарській історіографії як акція четників  ). Організатором руху була македонська емігрантська організація в Болгарії, яка спочатку виникла під назвою Македонський комітет, тобто Верховний македоно-одрінський комітет. Слід зазначити, що виходячи з чисельності загонів, кількості учасників, тривалості, а також території, яку охоплювала акція, не можна говорити про повстання в прямому сенсі цього слова, а в духу історичної традиції вся акція називається Мельничським повстанням.

## Мета
Звернути увагу великих держав, змусити Османську імперію виконати статтю 23 Берлінського конгресу.
Македонський комітет не усвідомлював, що його діяльністю можуть зловживати болгарський уряд і болгарський князь, що сталося з ним після визнання Фердинанда законним правителем Болгарії.

## Підготовка

### Організатор
Повстання було підготовлено Македонським комітетом на чолі з Трайком Китанчевим, який отримав допомогу від болгарського уряду та князя Фердинанда I, а здебільшого від військового міністра Рачо Петрова.

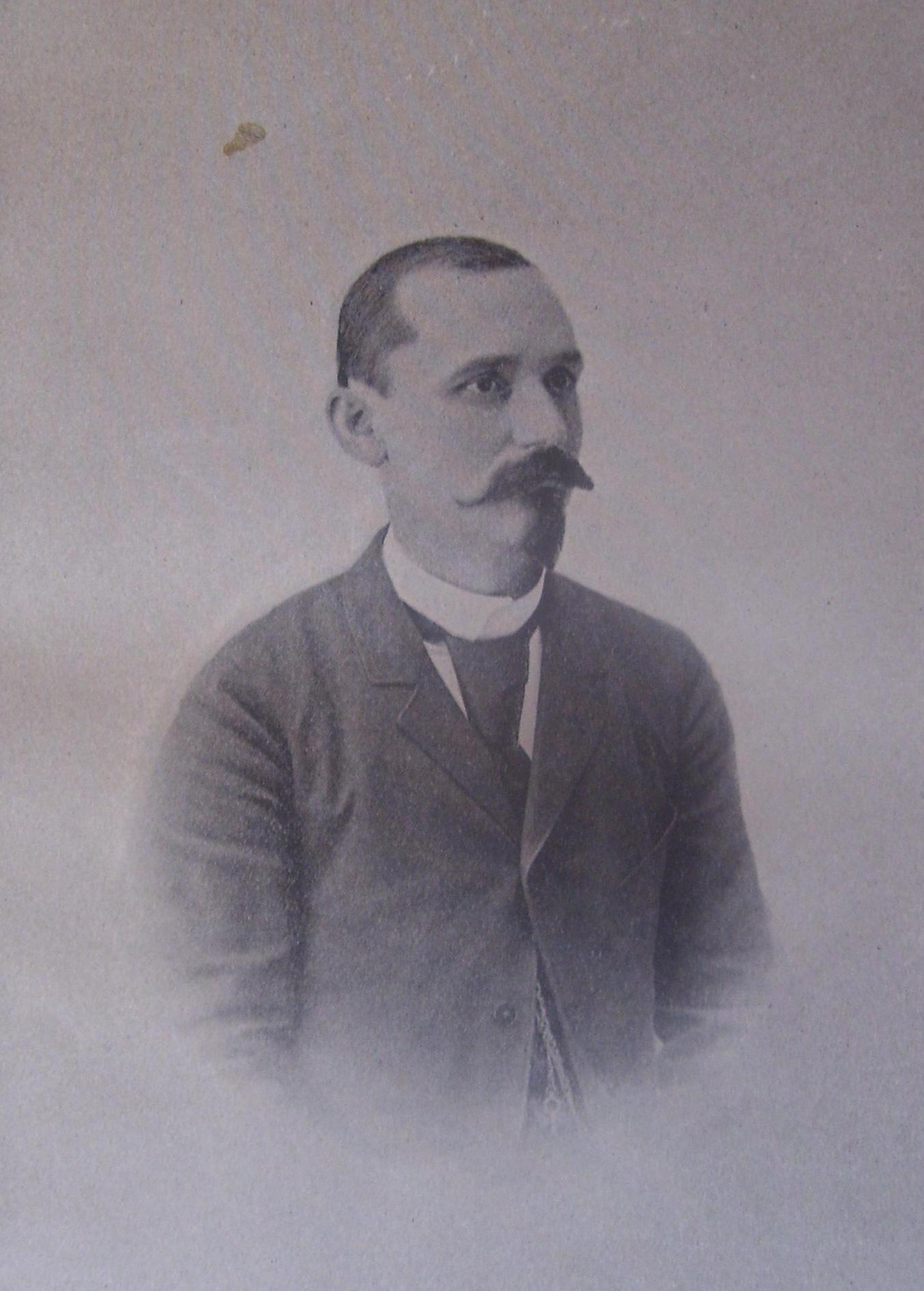
Трайко Китанчев

Більшість озброєння та спорядження для акції надходило зі складів болгарського військового міністерства, а через братів Іванових, відомих постачальників, постачалися підприємства.

### Лідери
До акції було залучено 40 офіцерів болгарської армії, серед них: Стойчо Гаруфалов, Антон Бозуков, Петар Начев, Василь Мутафов, Борис Сарафов, Дімітар Атанасов, Дімітар Жостов, Йордан Венедіков та інші. Офіцери були призначені командирами загонів.
Воєводами на теренах, які знали його, були старі арамейські воєводи, такі як: Кочо Зута, Дедо Дімото, Нікола Геройот, Кочо Мустракот, Дончо Златков, Дедо Анго Константинов та інші.
Воєводам були дані суворі вказівки не нападати на мирне турецьке населення, не вчиняти свавілля, не чинити пограбувань і платити за їжу. Було сформовано чотири більших загони і кілька менших.

### Повстанські війська

#### Струмицька компанія
Перший загін називався Струмицька дружина, за першим списком загін налічував 120 осіб, серед них було 10 діючих офіцерів і 3 офіцери запасу, серед яких був Михайло Апостолов-Попето, майбутній інструктор Інституту четників ТМОРО. Командиром загону був лейтенант Петар Начев, а воєводами — Манол Караманов і Георгій Кацаров. Завданням загону є наступ на Струмицю.

#### Гора Пірин
Другим загоном була гора Пірин, сформована 16 квітня 1895 року в Софії і налічувала 148 осіб, серед яких було 30 осіб з військовою підготовкою. Її командиром був капітан Тодор Матров, а одним із воєвод був Кочо Зута. Загін мав допомогти Струмицькій друужині.

#### Компанія «Серса».
Третій загін відомий як Серрська дружина і складався з 200 осіб. Його командиром був капітан запасу Ст. Димитров, а воєводою був Стою Костов Скризовський, відомий як Дедо Стою. До загону також входили Георгій Іванов Геройський (пізніше відомий як Марко Лерінський ), Яне Санданський, Кирило Прлічев і Дімітар Міращієв, тому вони рухалися вздовж кордону.

#### Загін Сарафова
Четвертий загін складався з 65 осіб і його командиром був Борис Сарафов зі старих вояків Кочо Мустракот, Кольо Різов і Дедо Анго Константинов. Вони мали завдання діяти у Східній Македонії.

### Пункти збору
На початку червня 1895 року війська були розташовані в околицях Кюстенділа . Місцями зустрічі були Рильський монастир і села Ветрен, Богослов і Границя. Загони оснащувалися за сприяння Трайка Китанчева, Кюстендільського товариства та братів Іванових. Загони були забезпечені Мартинками, як і османська армія, щоб їм було легше діставати боєприпаси.
Навпроти цих слабоозброєних загонів стояла османська армія, яка налічувала в 1895 р. 170-175 тис. бойових сил. Серед іншого, османи знали про підготовку до акції та вжили відповідних заходів.

## Повстання

### Перші сутички
Загони почали перетинати кордон наприкінці червня – на початку липня. Першими перетнули кордон загони під командою Дедо Дімо, Ніколи Геройського та так званий загін Гірської Біласиці під командою І. Інджето і Кр. Мачерєв.
Після перетину кордону чета Дедо Дімо мала дві сутички з турецькою армією. 17 липня помер Дедо Дімо. Командування взяв на себе Глігор Соколов, якому вдалося з ротою прорватися до Прилепа, а потім відійти до Болгарії.
Загін Ніколи Геройота складався з 25 четників, які вперше зіткнулися біля Карпінівського монастиря. Ця рота мала три сутички з армією, після чого 5 осіб зникли безвісти, 4-8 чоловік потрапили в полон (серед них був Нікола Геройський) і один був поранений.

### Боротьба Струмицького товариства

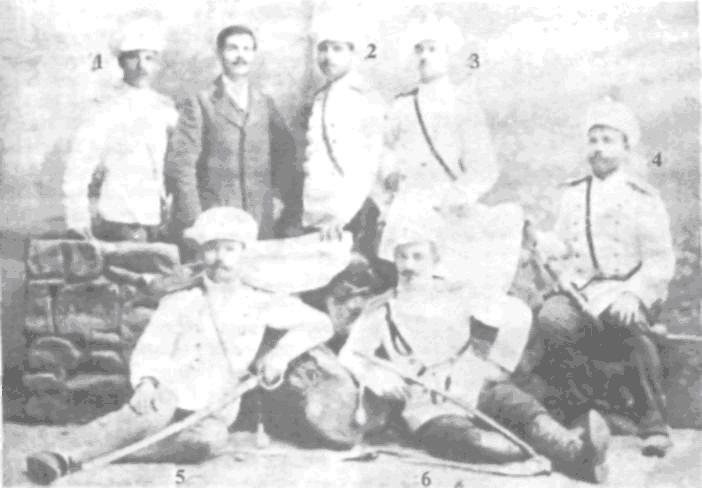
Підпоручник Йордан Венедіков (1), поручник Петар Начев (2), підпоручник Борис Сарафов (3), поручник Хараламбі Луков (4), поручник Василь Мутафов (5), поручник Стойчо Гаруфалов (6).

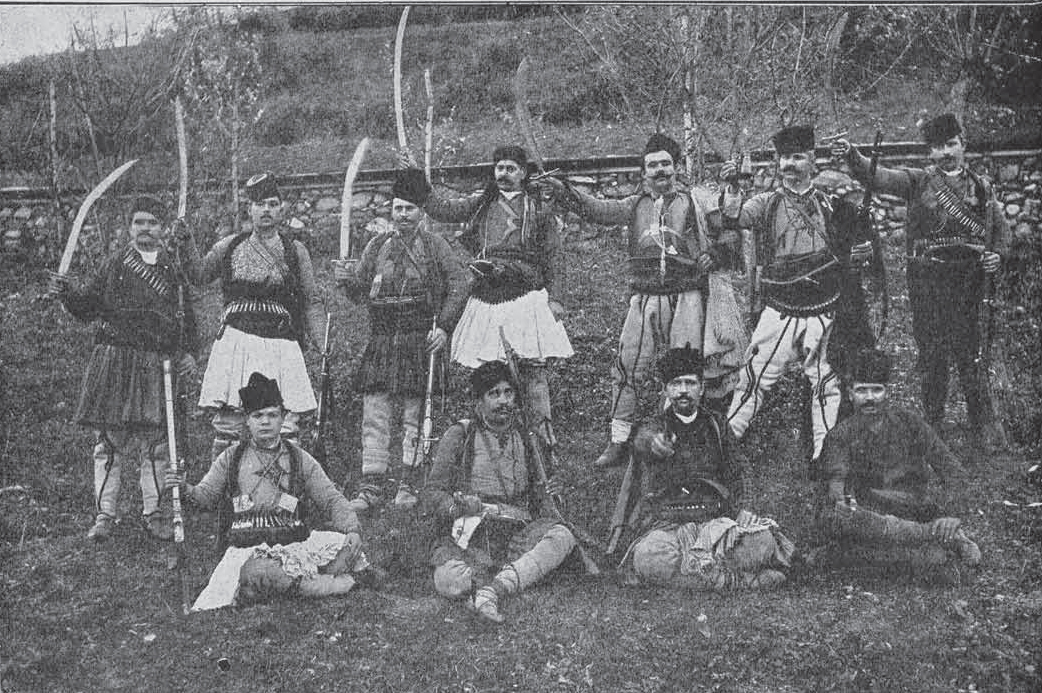
Чета Кочо Зути та Дончо Златкова в 1895 році.

Після перетину кордону 30 липня компанія Струмиця відбулося вперше зіткнення з аскерами у районі Голак. У цій сутичці загинув Петар Начев, а командування взяв Мутафов.
Потім дружина рушила на вершину Готану на гору Плачковица. Тут вони натрапили на засідку. 4 липня дружинники опинилися над Струмицею, біля Суві Лаки на горі Огразден, і знову зіткнулися з турками.
Тут було прийнято рішення не нападати на Струмицю, бо будуть мати справу не з загонами, а з табором. Вони відійшли вглиб Ограздена, щоб сховатися, і тут дізналися від односельців, що під селом Габрово стався зіткнення Піринського гірського загону.
Вони йшли їм назустріч, але розійшлися, бо піринський гірський загін уже прямував до Струмиці.
Струмицька рота потрапила в засідку біля села Сушиця, де було вбито 8 осіб.
7 липня в габровській курії відбулася остання сутичка Струмицької роти з аскером і загинула 30 осіб, у тому числі Мутафов, після чого вони відступили до Болгарії.
Найбільше зіткнень і жертв було у Струмицькій області. До Болгарії повернулося лише 75 четників.

### Бої Піринського гірського загону

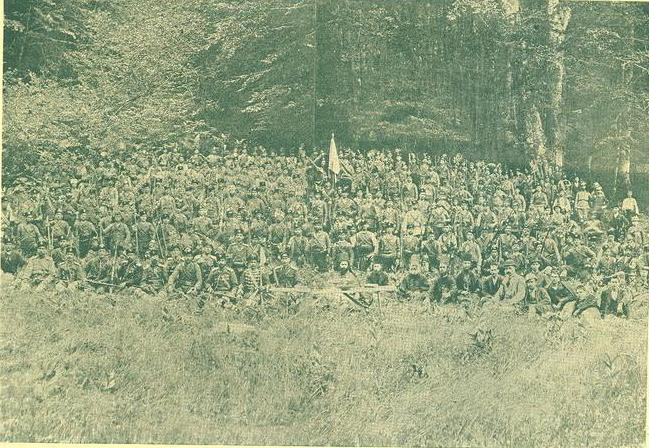
Компанія діда Стоя Костова Скризовського

Піринський гірський загін перетнув кордон через кілька днів після Струмицької роти. Вони були розділені на два загони під командою капітана Тодора Матрова та лейтенанта Антона Бозукова, керівником був Кочо Зута, і перед ними було завдання допомогти першому загону.
Перетнувши кордон, вони не послухалися наказу М.К. і напали на турецьких селян із сіл Стамер, Град і Вірце. Щоб розрахуватися з турецькими жителями села, 3 липня вони відправили дзвінок до жителів села Лесько-Гірнодзюмайсько.
Але жителі села їм не допомогли і спробували відступити до Беласиці. 4 липня вони опинилися на пагорбах між Беласицею та Джумайським. 5 липня біля с. Габрово сталося зіткнення з аскером, після чого їм довелося відступити на Чорну гору.
Звідси пішли старі вояки з 40 людьми і попрямували до села. Кочариново. Дзалко, Кучук і Зута залишилися від воєвод і вступили в конфлікт із старшиною, чи відступати, чи йти на Струмицю.
Було вирішено прямувати до Струмиці, але вони розійшлися зі Струмицькою ротою, яка вже відступала. 8 липня під Пехчево стало відомо, що біля с. Габрово вирушило на гору Пірин.
Старі арамейські воєводи пішли грабувати, а гарнізон впав до 66 чоловік і відступив до Болгарії. Піринський гірський загін не виконав свого завдання.

### Напад на село Доспат
Серською дружиною командував капітан запасу Стоян Димитров, а керівником був Дедо Стою. Цей загін не мав конкретного завдання і ідея напасти на село Помак, ймовірно, виникла від діда Стою.
Стою мав погані стосунки з МК і перетнув кордон без його згоди.
Село оточили і підпалили, загинули староста села та його дочка, а монах Рильського монастиря кинув у мечеть дві бомби. Коли жителі села почали стріляти, загін відступив.
Стою разом зі своїм помічником пішов, після спалення й пограбування села, і пішов у драматичний центр, щоб грабувати там багаті господарства.
Під час нападу на с. Алістраті Дедо  Стою був убитий, а інші відступили. Акція роти Сера завершилася спаленням і пограбуванням села Доспат.

### Напад на Мельник
Четвертий загін перебував під командуванням Бориса Сарафова, а з ним були воєводи Кочо Мустракот, Кольо Різов і Дедо Анго. Перед ними стояло завдання діяти в Східній Македонії. На Петра Сарафов у формі перетнув кордон і приєднався до п’яної компанії.

У Піріні до них приєднався дід Анго з 25 особами, а загін налічував всього 65 четників. Сарафов ледве стримав воєвод від пограбування і переконав їх:
|  | пет пушки да фрлиме, ама во градот да ги фрлиме |

Загін спочатку попрямував до Неврокопа, а потім повернувся перед Мельником. 12 липня вони увійшли до міста, захопили районну адміністрацію, підпалили пошту, звільнили в’язнів із міської тюрми. Було спалено 37 будинків і викликали керівників міста, щоб сказати їм, що метою є звільнення Македонії.
Опівдні загін покинув місто, а Кочо Мустракот з 20 особами пішов грабувати.
16 липня Сарафов і загін біля села Влахи були наздожені армією, але зуміли відступити без втрат. 22 липня вони вже були в Болгарії.
Сарафов зі своїм загоном зумів прикрити провал інших загонів, тому вся акція Македонського комітету називається Мельникським повстанням.

## Наслідки
На військовому рівні акція Македонського комітету була невдалою, незважаючи на велику кількість убитих четників, 63 потрапили в полон. 30 з них перебували у в'язниці в Скоп'є, серед них Нікола Геройот.
Протокол апеляційного суду в Скоп'є показує, що всі вони були добровольцями і що вони були відправлені болгарським урядом для початку повстання в Македонії. Один із четників на суді заявив, що:
|  | вони хочуть мати окрему державу з незалежною адміністрацією |

Їм висунули звинувачення за статтею 54 у поєднанні зі статтею 56 Кримінального кодексу Османської імперії. Їх засудили до довічного ув'язнення, більшість з них на острові Родос, а четники з гірського загону Піріна перебували в підвалі Кале. У 1897 році їх помилували і повернули до Болгарії.

## Причини невдачі
Вся акція була погано підготовлена і не отримала підтримки з боку населення. Сільський голова Лесько, Китан Айдуцький не тільки не організував жителів села, а пішов до каймакаму Горна Дзумая з викликом, який отримав від загону Піринської гори.
З іншого боку, під час дій болгарський уряд закрив кордони для македонських військ і почав їх переслідувати та пересилати.
З приводу цієї акції Борис Сарафов в інтерв'ю Амфітеатру в 1901 році говорить:
|  | Автономна македонська ідея використана болгарським урядом. Не був люблячим принцем Фердинандом з нами? Чи це ... Рассо Петров, який з його служінням запросив не приручити, не був нашим співучасником у 1895 році і не дозволив нам пройти македонський кордон і вести війська? Вони не похвалили Єх. Ми сподівалися, що ми, з їхніми руками, ми візьмемо їх з вогню македонських каштанів і дати їм як подарунок болгарському уряду. Великі люди хотіли їздити на спині маленьких. Уряд мріяв про зміни меж Санстефано, князя Фердинанда... щоб своєї двоїх корон додати третю - Македонію |

## Заклик

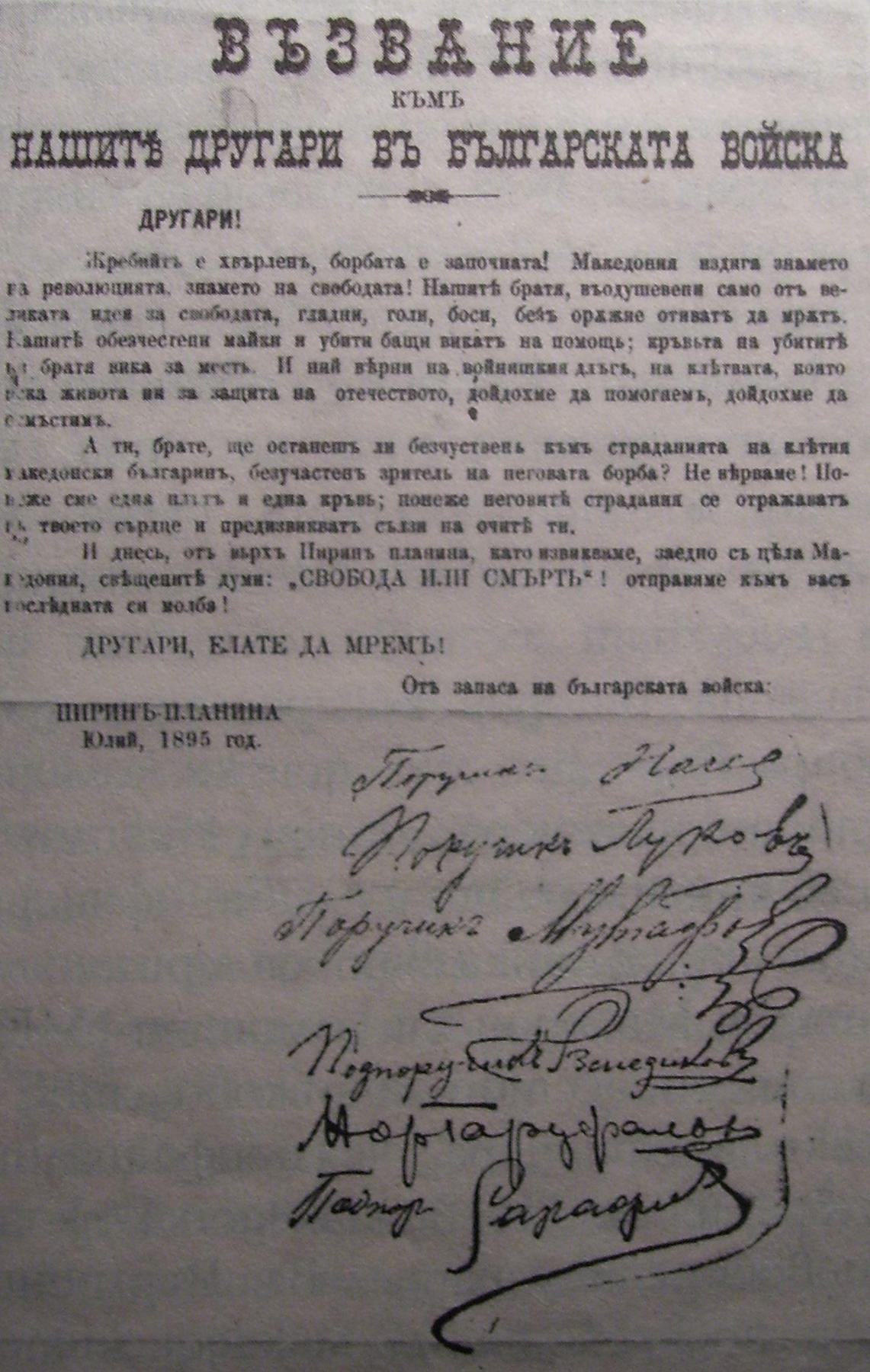
Публікація в газеті Право

У розпал Мельникського повстання, 8 липня 1895 року, газета «Право» опублікувала заклик до офіцерів болгарської армії, слід зазначити, що близько 430 (33%) з 1289 офіцерів болгарської армії були вихідцями з Македонії, заклик звучить так:
|  | Торяня кидається, бійня починається! Македонія підняла прапор Революції! Наші брати захоплювалися великою ідеєю свободи, голодними, голими та босоніжними, без зброї йдуть померти. Наші божевільні матері та вбиті батьків закликають до допомоги, кров загиблих братів не кричить за помсту ... Сьогодні з верхніх гори Пірін, коли ми кричимо їх усіма словами священних слів. Свобода або смерть! Ми відправляємо його до вас останній прохання, товариші приходять, щоб померти |

Заклик підписали офіцери Начев, Луков, Мутафов, Венедіков, Гаруфалов і Сарафов і звідси виникає протиріччя, а саме, коли був оголошений виклик, Струмицька рота і Пірінська гора були розпущені, а Начев і Мутафов загинули. Звідси виникає питання:
|  | Хто був ці неправдиві? |

## Історичні погляди
За болгарською історіографією: Дія Македонського комітету є успіхом зовнішньої політики Болгарії. Болгарський уряд показав, що македонський революційний рух знаходиться під контролем Софії і може бути використаний для безперервного тиску на Високу Порту, для нагородження бератами екзархатних єпископів та для здійснення адміністративних реформ у Македонії. Проте македонські історики зазначають, що: Князь і уряд були обманщиками, а македонці були обдурені, Фердинанд і уряд грали з патріотичними почуттями македонців. Історики сходяться на думці, що дія Македонського комітету була використана для юридичного визнання Фердинанда.